# نير ليفين
نير ليفين (بالعبرية: ניר לוין‏) هو مدرب كرة قدم ولاعب كرة قدم إسرائيلي في مركز الهجوم، ولد في 4 مارس 1962 في رحوفوت في إسرائيل. شارك مع منتخب إسرائيل لكرة القدم. أما مع النوادي، فقد لعب مع نادي بني يهودا تل أبيب ونادي غينت.

## وصلات خارجية
- نير ليفين على موقع قاعدة بيانات كرة القدم.إي يو (الإنجليزية)
- نير ليفين على موقع ناشيونال فوتبول تيمز (الإنجليزية)
- نير ليفين على موقع عالم كرة القدم.نت (الإنجليزية)